# Anatomy 2
Anatomy2 (Anatomie 2) è un film tedesco del 2003, diretto da Stefan Ruzowitzky e con l'attore protagonista Barnaby Metschurat; nel cast figurano inoltre Herbert Knaup, Heike Makatsch, Roman Knižka, Wotan Wilke Möhring e Franka Potente. È il sequel del film Anatomy (2000), sempre diretto da Ruzowitzky.

## Premi e riconoscimenti
- 2003: Nomination al New Faces Awards a Barnaby Metschurat[7]
- 2004: Bayerischer Filmpreis a Barnaby Metschurat come miglior attore emergente[8]